# 柴园
柴园，位于中国江苏省苏州市姑苏区的一个中国古典园林，始建于清朝。为苏州市文物保护单位。现用作苏州教育博物馆。

## 历史
相传柴园最初为清道光年间士绅潘曾琦之宅。清同治时期，浙江上虞人柴安圃因至吴江同里当官，后即定居苏州。在光绪年间购入醋库巷柴园之地，于宅西南侧造园，光绪九年（1883年）落成，称为柴园。到柴安圃去世，其子将园改名为絸（茧）园，自号絸园主人。但民间依然呼为柴园。
抗日战争后，柴园被占为民居，逐渐散乱，建筑遭到破坏毁损。1950年，苏州南区政府将此作为办公地。1957年起，柴园为苏州市盲聋学校所用。后原园内住宅部分陆续被拆除，新建三层教学楼等建筑，花园部分尚有较多存留。1980年规划进行修复。1982年被列为苏州市文物保护单位，1985年起曾两度开展维修工作。
2010年，已在柴园办学50余年的盲聋学校搬至新址。2012年，柴园启动修复工程。修复方案根据史料，拆除学校建房，恢复柴园原有建筑及格局，对保留的古建筑全面修缮，并加入部分新建景观。2013年柴园被定为苏州教育博物馆的馆址，园林修复与博物馆建设工作同步进行。2017年对外开放。

## 格局
柴园原占地5.85亩，其中花园2.63亩。前有鸳鸯厅，后有楠木厅，西侧为庭园，列有假山、水池、亭台、船舫，小巧玲珑，错落有致。
修复后柴园按旧样恢复，进门处为门厅。门厅后为轿厅，是停轿之处。轿厅后为大厅仁至堂，是会客礼宾之处，建筑面积151平方米，大梁雕刻“李白荣归图”。大厅往后堂楼是主人及家眷的起居住宅，高二层，带东西厢房，建筑面积442平方米。堂楼与大厅间有一天井，背面为砖雕门楼一座，上有怡园主人顾文彬题“嘉门善祥”门额。宅园西面之庭园，中心为水池，周围山石树木环绕。水池西侧为船舫，三面环水，船头向东，船舫前、中舱为一层，后舱为二层，连接处的落地窗均雕刻有山水鱼鸟图案。东侧为水榭。水池南面是鸳鸯厅，也是园内最大的建筑，建筑面积391平方米，东厢房内有古井一口，西厢房有二层阁楼。厅内前后一隔为二，分为南北两个空间，廊架、梁柱等均样式不同，南厅外是一个大天井，铺金山石。水池北面是楠木厅留余堂，全部使用楠木搭建而成，建筑面积157平方米，大梁雕刻“孔子读书图”，东西双步梁分别雕刻“竹林七贤图”与“状元游街图”。楠木厅西侧是藏书楼，上下二层，建筑面积312平方米，大梁雕刻“欧阳修与苏东坡读书图”。